# Ligne de Dax à Mont-de-Marsan
La ligne de Dax à Mont-de-Marsan est une ancienne ligne ferroviaire en France, longue de 64 kilomètres, et établie dans le département des Landes. Elle reliait la gare de Dax à la gare de Mont-de-Marsan.

## Présentation
Elle constitue la ligne 654 000 du réseau ferré national. La section entre Dax et Saint-Sever est réaménagée en Voie verte de Chalosse et, en 2023, la section entre Saint-Sever et Mont-de-Marsan fait l'objet d'un transfert de gestion au bénéfice du Conseil départemental des Landes qui projette d'y aménager des modes de circulation doux.

## Histoire
La loi du 17 juillet 1879 (plan Freycinet) portant classement de 181 lignes de chemin de fer dans le réseau des chemins de fer d’intérêt général retient en n° 175 une ligne de « Saint-Sever à Pau, à Dax et à Mont-de-Marsan »,. La section de Mont-de-Marsan à Saint-Sever est déclarée d'utilité publique, à titre d'intérêt général, par une loi le 22 juin 1880. La section de Dax à Saint-Sever est déclarée d'utilité publique, à titre d'intérêt général, par une loi le 25 juillet 1881.
La totalité de la ligne est concédée à la Compagnie des chemins de fer du Midi et du Canal latéral à la Garonne par une convention signée le 9 juin 1883 entre le ministre des Travaux publics et la compagnie. Cette convention est approuvée par une loi le 20 novembre suivant,.
La section de Saint-Sever à Mont-de-Marsan a été ouverte à l'exploitation le 12 août 1891 et celle de Dax à Saint-Sever le 10 novembre 1899.
La totalité de la ligne a été fermée au service des voyageurs le 7 avril 1970. Le trafic des marchandises a disparu entre Narrosse et la bifurcation d'Augreilh le 9 décembre 1992 et entre la bifurcation de Peyrouton et Narrosse le 1er juin 2004.

### Dates de déclassement
- De Narrosse à Augreilh (PK 156,500 à 192,000) : 9 décembre 1992[1].

## Galerie
Photos contemporaires

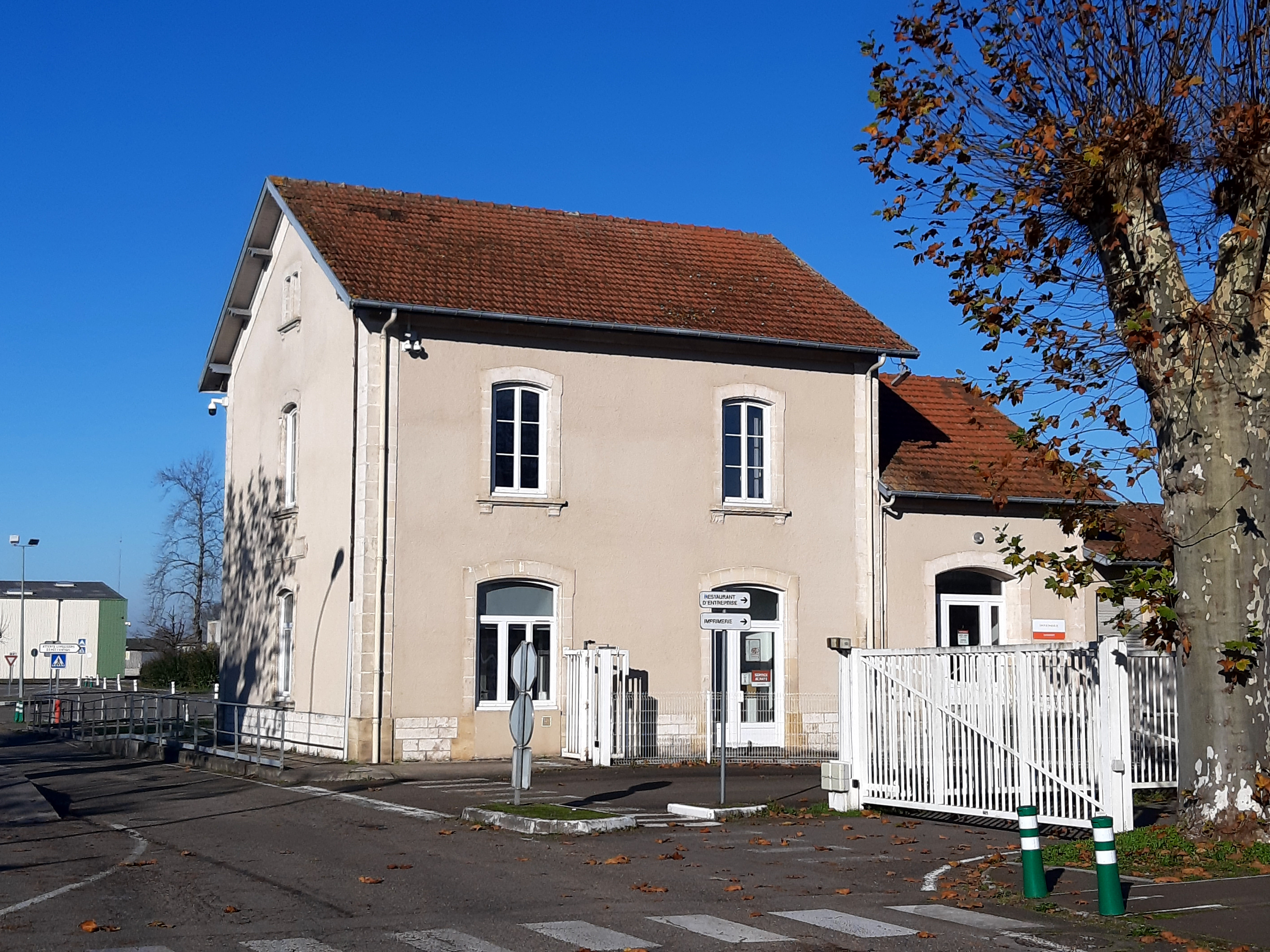
Ancienne gare de Haut-Mauco, desservant également la commune limitrophe de Benquet
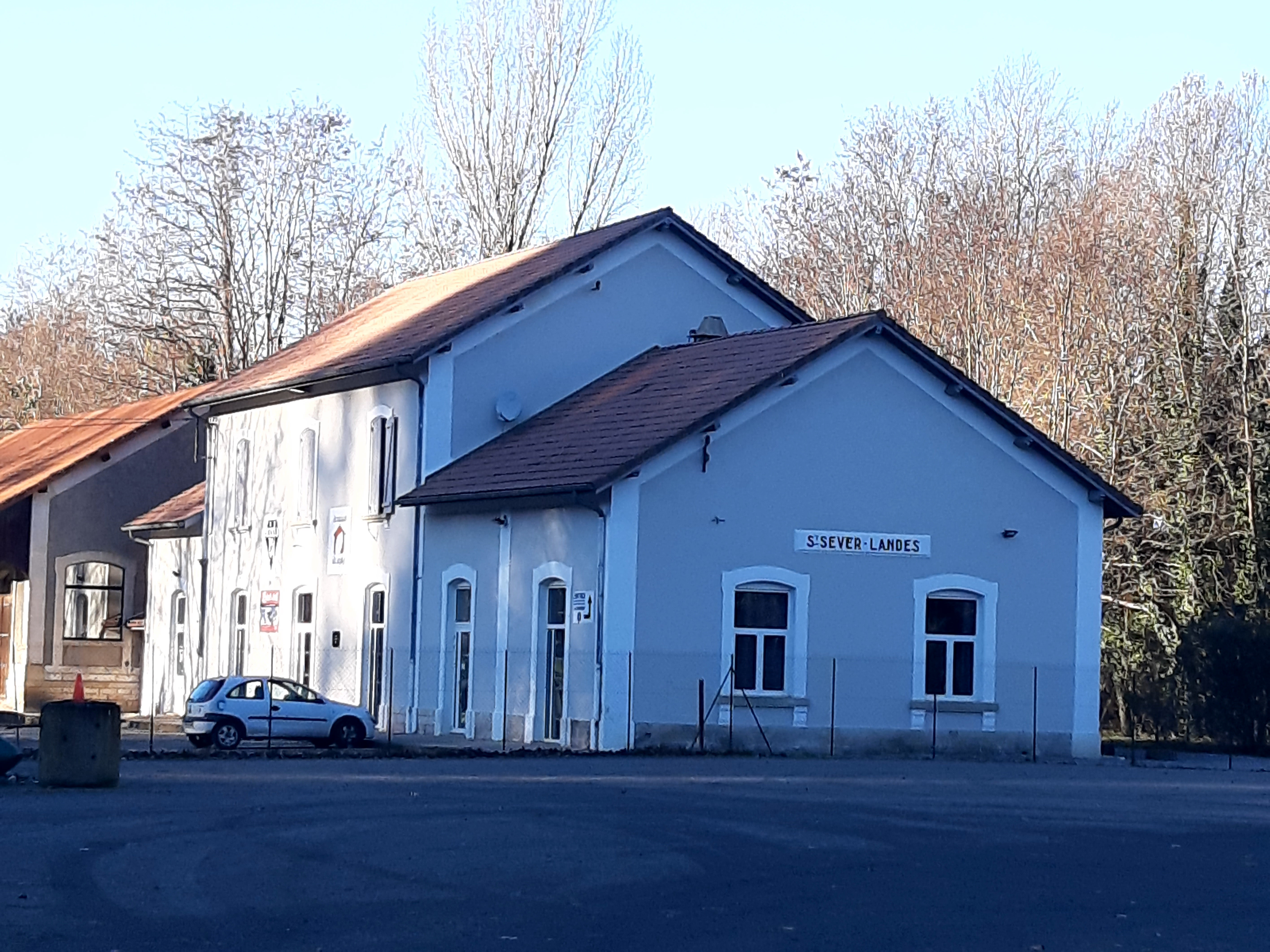
Ancienne gare de Saint-Sever

Cartes postales anciennes

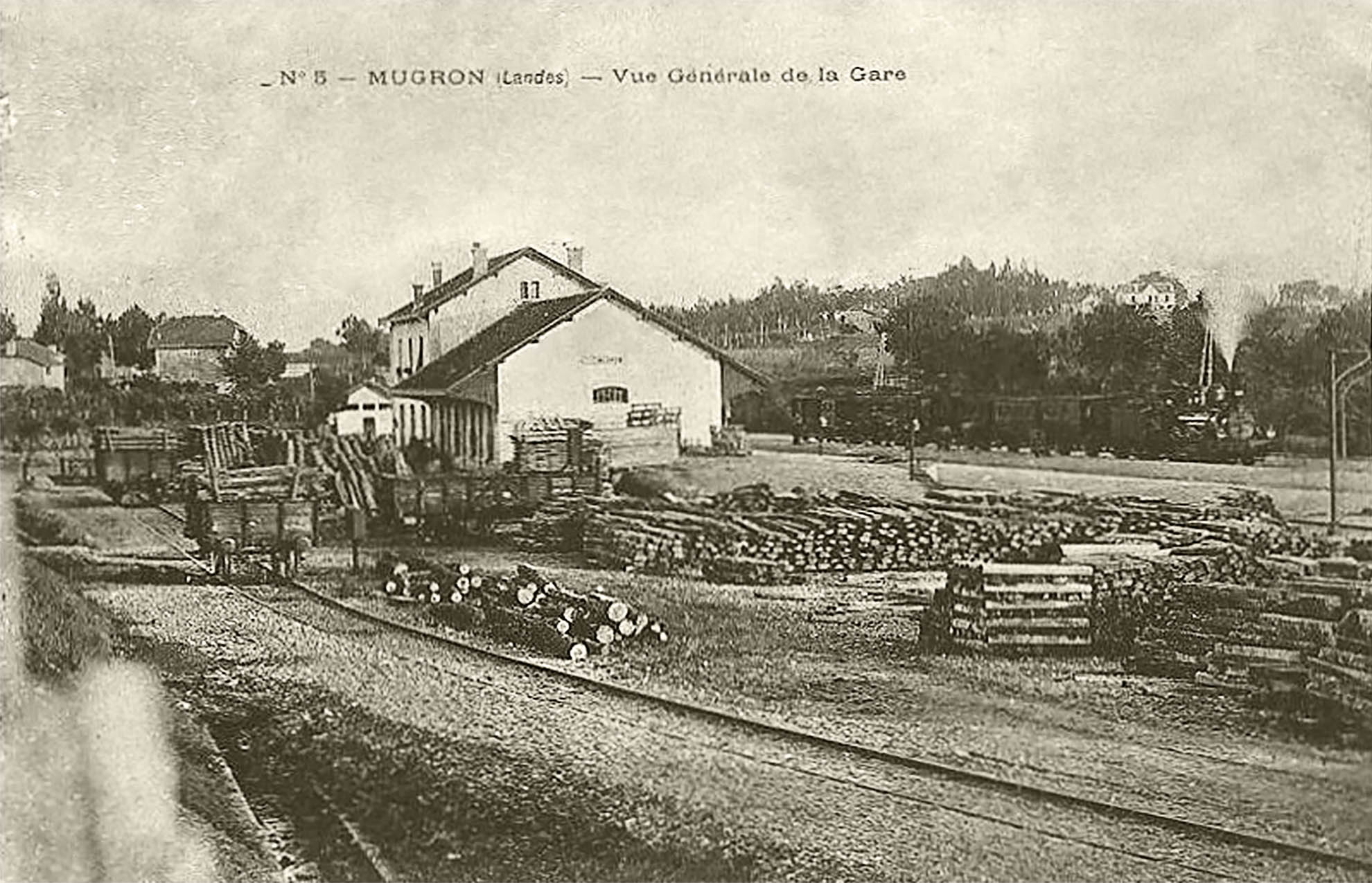
Gare de Mugron
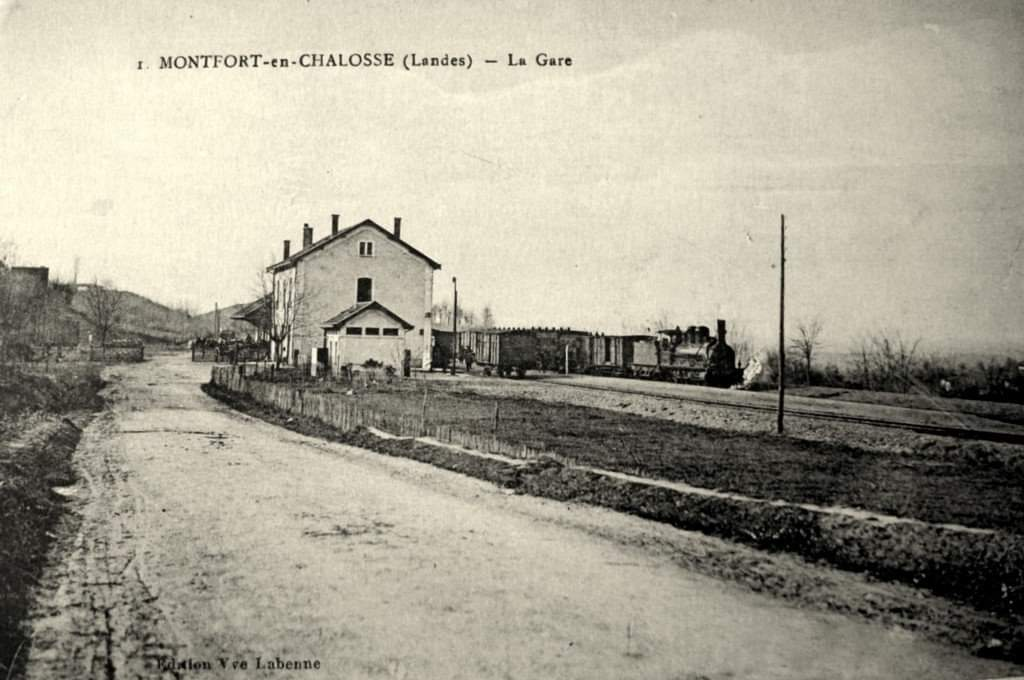
Gare de Montfort-en-Chalosse
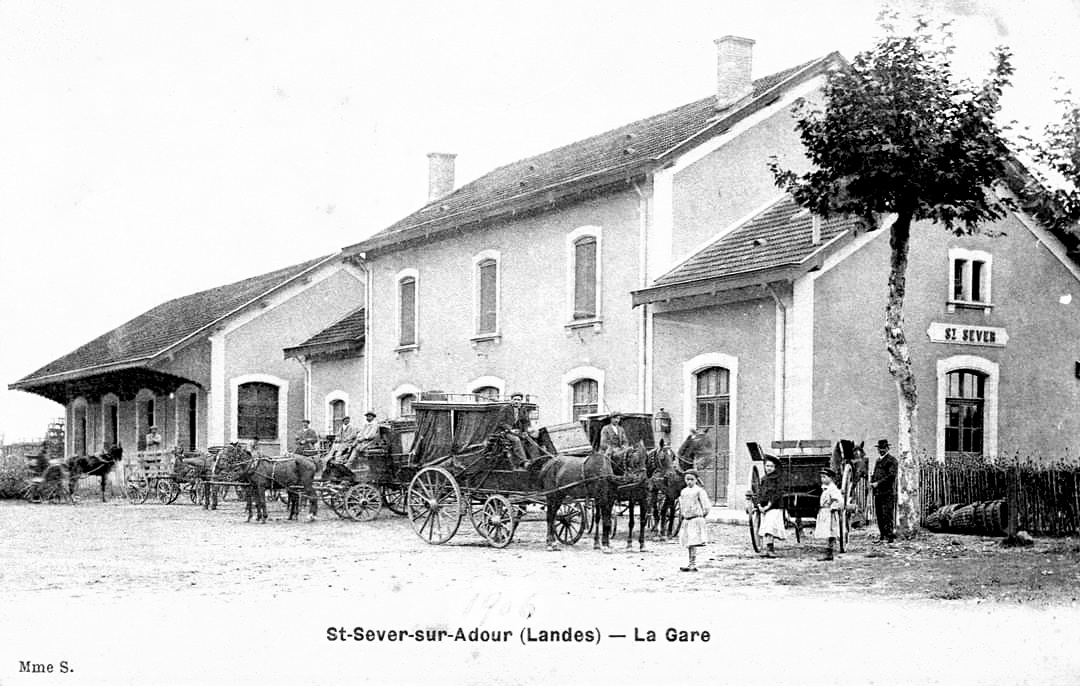
Gare de Saint-Sever
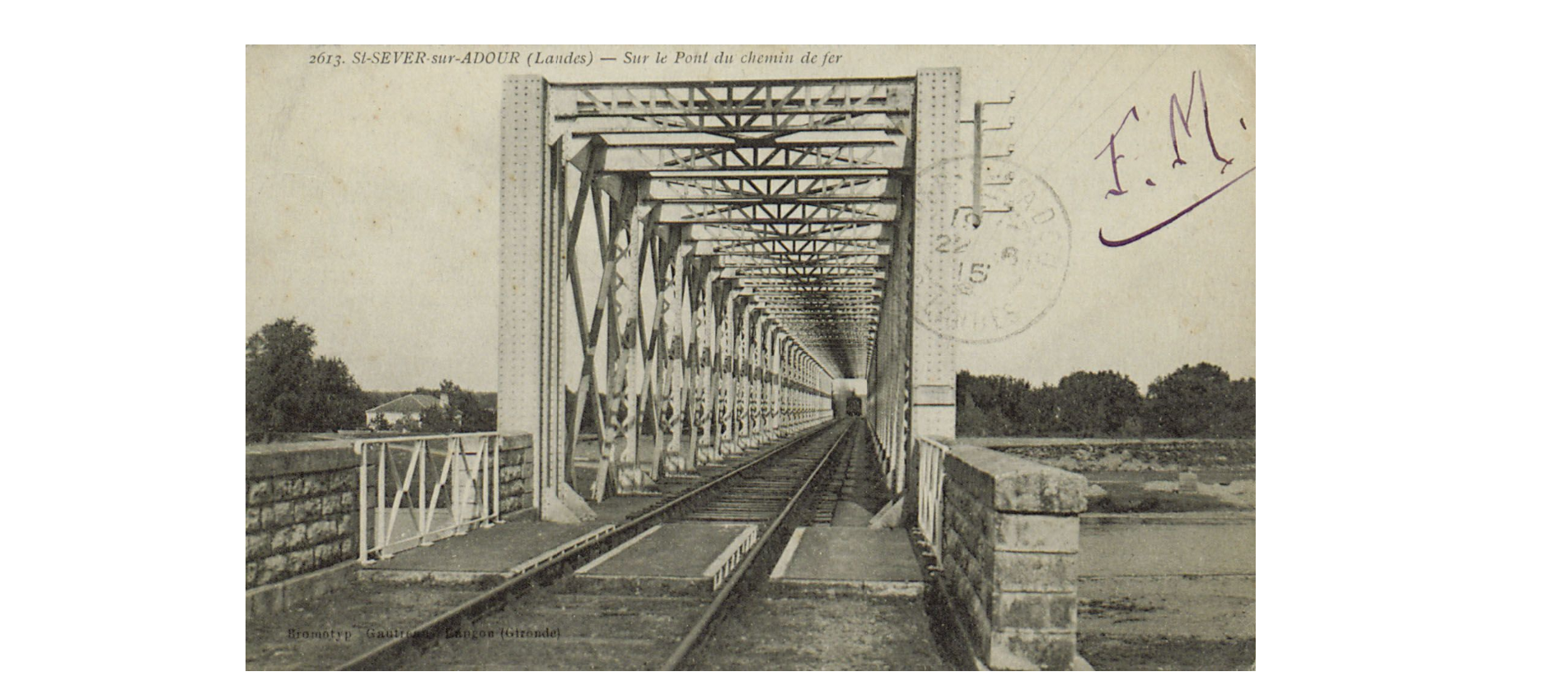
Pont ferroviaire franchisant l'Adour à Saint-Sever